# 白鳥町 (岐阜県)
白鳥町（しろとりちょう）は、岐阜県郡上郡にあった町である。2004年に郡上郡の7町村で合併して郡上市となった。郡上地域（北濃）では八幡町に次ぐ第2の町であり、福井県への玄関口の役割をしている地域である。

## 地理
岐阜県中部、美濃地方の北部にあたり、飛騨高地の一部である。町の中央を北から南に長良川が通り、この川沿いの盆地（白鳥盆地）が町の中心である。全体としては長靴の形に似て、南北に長く、南の「底」から直角に東に突き出た部分を持った。
町の北部は、九頭竜川水系に属する石徹白（いとしろ）川に沿う地区で、もとは福井県に属した大野郡石徹白村が、越県合併で1958年に白鳥町の一部になったものである。石徹白村の一部は当時の和泉村に編入されている。
- 山: 銚子ヶ峰(1,810m)、丸山(1,786m)、願教寺山(1,691m)、芦倉山(1,717m)、天狗山(1,658m)、大日ヶ岳(1,709m)、初河山(1,613m)、水後山(1,559m)、杉山(1,181m)、毘沙門岳(1,385m)、鷲ヶ岳(1,672m)、白尾山(1,613m)
- 河川: 長良川、阿多岐川、牛道川、石徹白川
- 湖沼・ダム: 阿多岐ダム

## 隣接していた自治体
- 高鷲村、明宝村、大和町（以上、現在は郡上市の一部）、荘川村（現在の高山市）
- 福井県和泉村（現在の大野市）、大野市

## 歴史
かつては白山信仰の地、交通の要所として栄えた。
- 1897年（明治30年）4月1日 - 白鳥村・為真村・大島村・中津屋村・越佐村が合併して上保村となる。
- 1928年（昭和3年）11月10日 - 上保村が町制改称により白鳥町（初代）となる。
- 1955年（昭和30年）
  - 4月15日 - 白鳥町、牛道村、北濃村および高鷲村による白鳥町町村合併促進審議会が設立。
  - 6月10日 - 高鷲村が地理的条件などを理由に、合併促進審議会から離脱。
- 1956年（昭和31年）
  - 4月1日 - 白鳥町、牛道村および北濃村が合併して白鳥町（2代）が発足。
  - 10月5日 - 大和村（後の大和町）日枝洞、同村向七反田および七反田の各地区を編入。
- 1958年（昭和33年）10月15日 - 福井県大野郡石徹白村の大部分を編入。
- 1960年（昭和35年）3月 - 大和村大間見の一部を編入。
- 2004年（平成16年）3月1日 - 八幡町、大和町、高鷲村、美並村、明宝村、和良村と合併し郡上市が発足。同日白鳥町廃止。

## 行政
2001年4月の議員定数は16人、一般職の町役場の職員数は202人であった。

### 歴代町長
白鳥町の最後の町長は野島征夫である。

### 提携都市
- 三重県志摩町（現志摩市）
- 香川県白鳥町（現東かがわ市）

合併したときに白鳥町を除く市内の旧町村は合併のため提携を解消したが、白鳥町は合併しても三重県志摩市とは郡上市白鳥地域として交流を続けている。

## 経済

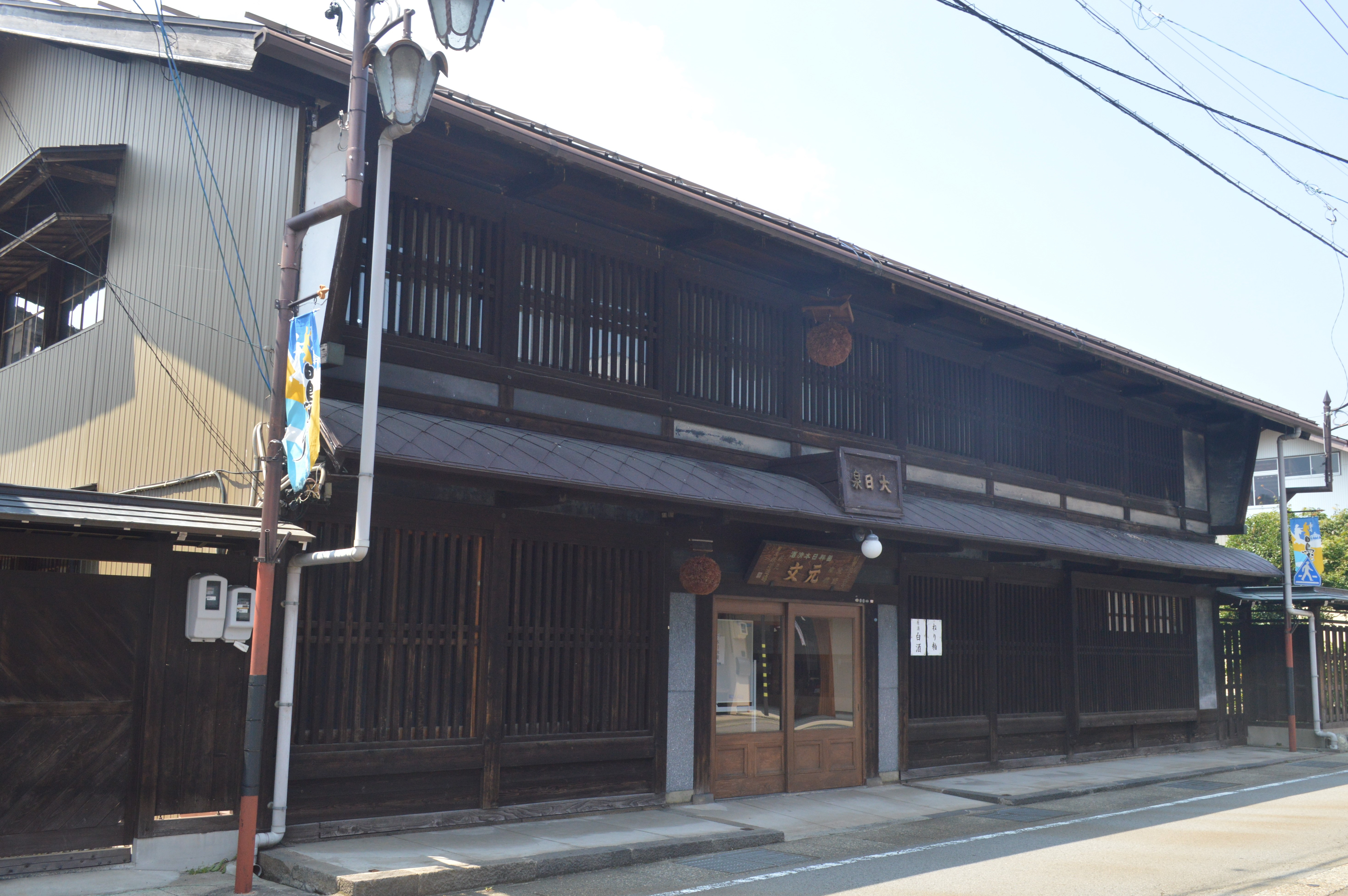
布屋 原酒造場

### 産業
山が多いため、耕地は町の面積の4%（2003年度調査）にすぎず、農業に頼る比重は比較的小さかった。農地のほとんどは水田で、野菜も作られた。林家数は世帯数の約4分の1あった。東海北陸自動車道の便により、冬にはスキー客を多く迎え、スキー場の数が多かった。酒蔵として元文5年（1740年）創業の布屋 原酒造場があった。
- 産業人口
第1次産業就業者数 381人
第2次産業就業者数 2,616人
第3次産業就業者数 3,193人

### 金融機関
支店のある金融機関
- 十六銀行
- 大垣共立銀行
- 八幡信用金庫
- めぐみの農業協同組合 - 白鳥町指定金融機関。

ATMのみ設置金融機関
- 東京スター銀行 - バロー白鳥店内に設置。

## 教育

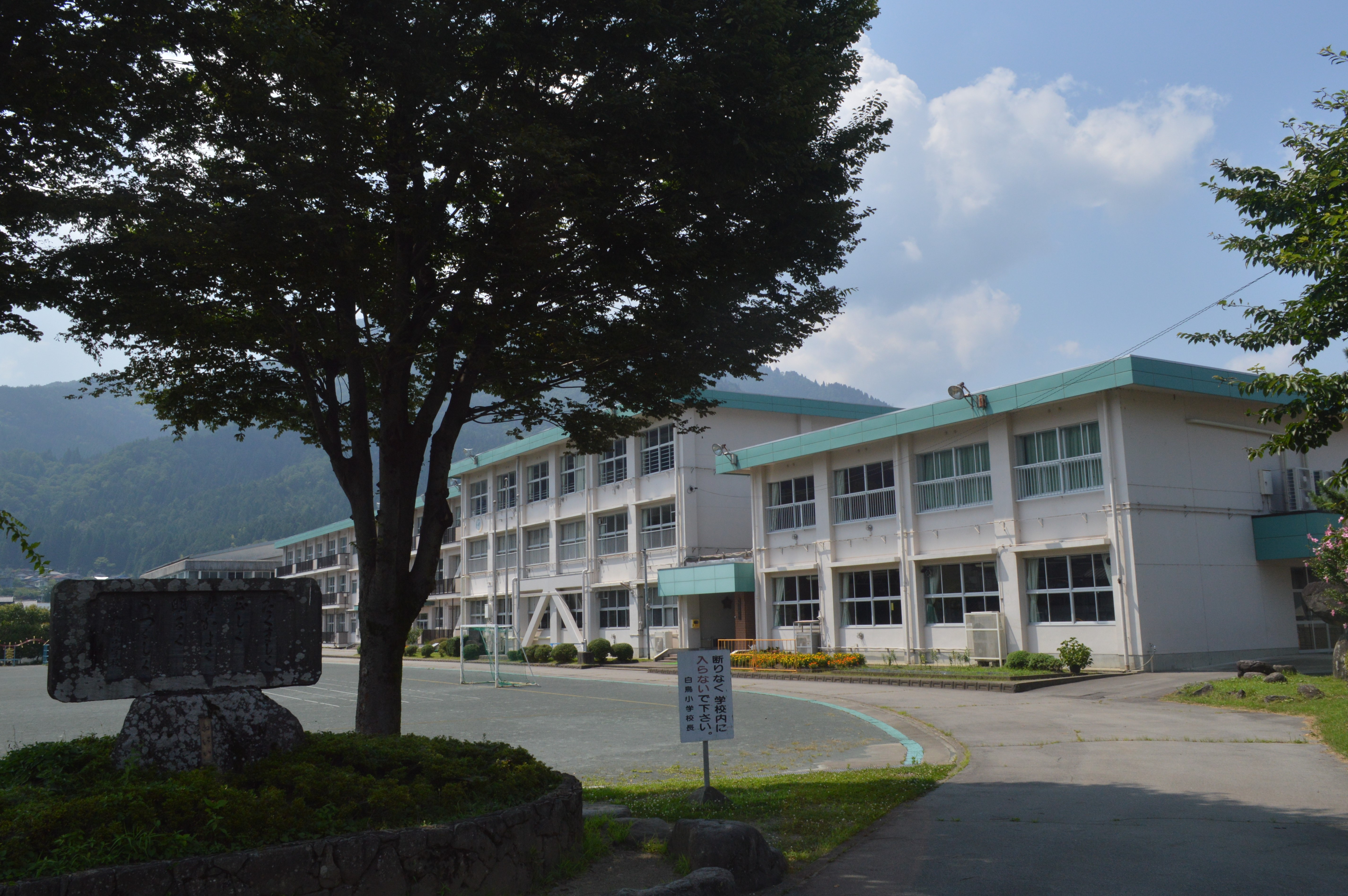
白鳥町立白鳥小学校

### 高校
- 岐阜県立郡上北高等学校

### 中学校
- 白鳥町立白鳥中学校

### 小学校
- 白鳥町立白鳥小学校
- 白鳥町立牛道小学校
- 白鳥町立那留小学校
- 白鳥町立大中小学校
- 白鳥町立北濃小学校
- 白鳥町立石徹白小学校

### 2004年以前に廃校となった小中学校
- 白鳥町立北濃中学校（1964年廃校）
- 白鳥町立牛道中学校（1965年廃校）
- 白鳥町立石徹白中学校（1980年廃校）
- 白鳥町立北濃小学校第二分校（1962年廃校）
- 白鳥町立牛道小学校六ノ里分校（1982年廃校）
- 白鳥町立牛道小学校阿多岐分校（1982年廃校）
- 白鳥町立北濃小学校第一分校（1982年廃校）
- 白鳥町立北濃小学校干田野分校（1982年廃校）
- 白鳥町立石徹白小学校上在所冬季分校（1984年休校。2002年廃校）

## 施設
医療機関
- 白鳥町国民健康保険白鳥病院
- 鷲見病院

図書館
- 白鳥町立図書館（現・郡上市図書館本館）

## 交通

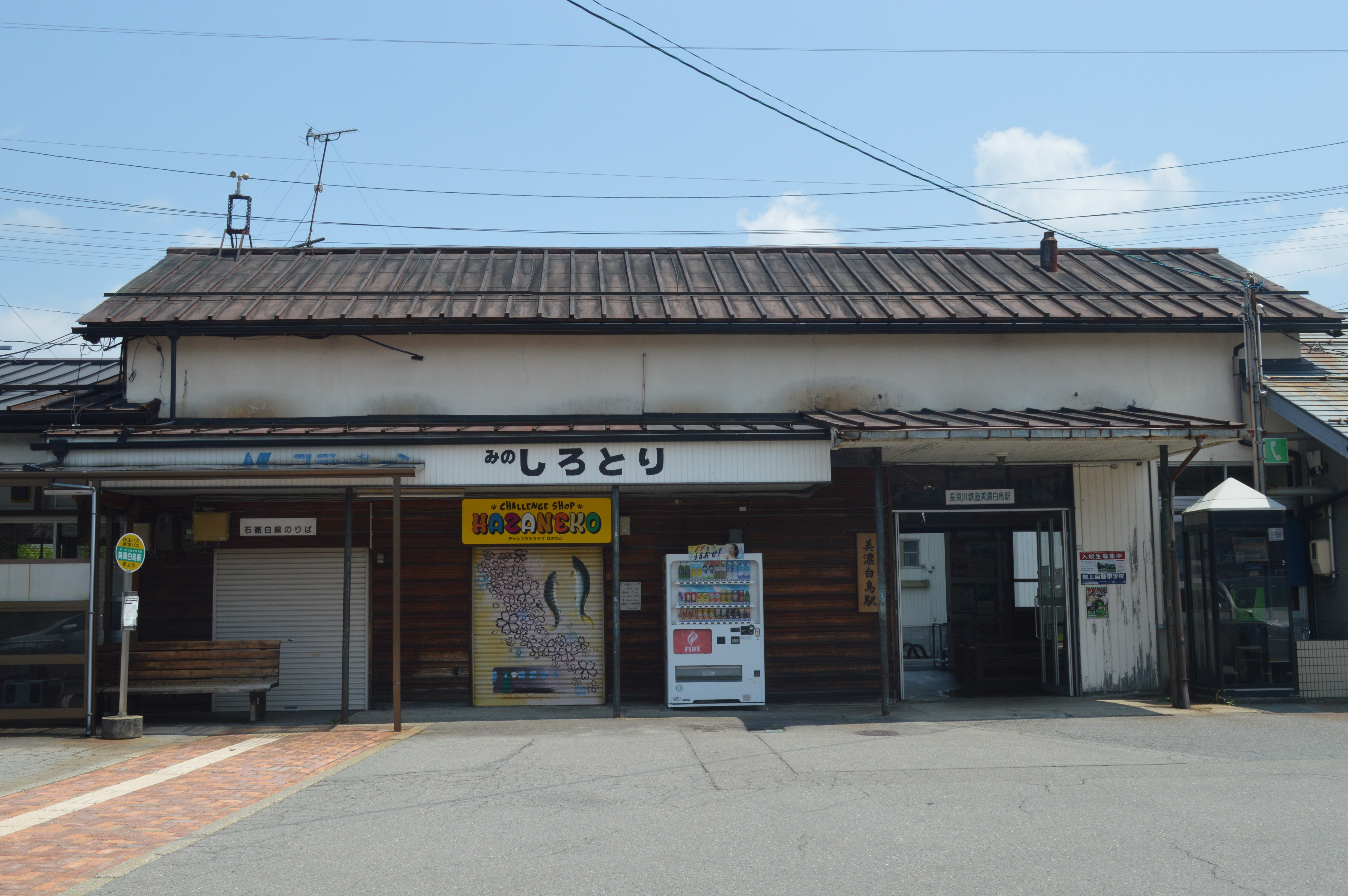
美濃白鳥駅

### 鉄道
- 長良川鉄道越美南線 大中駅 - 大島駅 - 美濃白鳥駅（町の中心駅） - 白鳥高原駅 - 白山長滝駅 - 北濃駅

### 路線バス
町内では下記の路線バスが運行されていた。
- 岐阜乗合自動車
  - 高速八幡線：岐阜 - 白鳥系統
  - 八幡白鳥線（2012年9月廃止、廃止後は白鳥交通が運行）
  - 荘川八幡線（2010年9月廃止、廃止後は白鳥交通が白鳥ひるがの線として運行）
- 白鳥町自主運行バス

### 道路

#### 高速道路
東海北陸自動車道が町を南北に貫き、町の中心近くにある白鳥インターチェンジで中部縦貫自動車道が西の福井県へ分岐している。中部縦貫道のこの部分を、油坂峠道路という。油坂峠を前にして、道路は大きく蛇行しながら山の下を通る。油坂第一トンネル、油坂第二トンネル、油坂第三トンネルを経て、越美通洞でようやく油坂峠の下を潜り、福井県に入る。
- 東海北陸自動車道 白鳥インターチェンジ
- 中部縦貫自動車道 白鳥インターチェンジ、白鳥西インターチェンジ

#### 一般国道
かつては美濃国と越前国を結ぶ越前街道が通り、北には越中富山の砺波まで通じる白川街道と飛騨国に通じる飛騨街道が通じた。現代では、国道156号が南北に走り、国道158号が西に折れて福井県に通じる。
- 国道156号
- 国道158号
- 岐阜県道52号白鳥板取線
- 岐阜県道82号白鳥明宝線
- 岐阜県道127号白山中居神社朝日線
- 岐阜県道314号石徹白前谷線
- 岐阜県道317号剣大間見白鳥線

#### 道の駅
- 道の駅白山文化の里長滝
- 道の駅清流の里しろとり

## 名所・旧跡・観光スポット・祭事・催事

### 寺社
- 長滝白山神社
- 白山中居神社
- 白鳥神社
- 白山神社
- 長瀧寺

### レジャー
- 白鳥おどり
- 白鳥春まつり
- スノーウェーブパーク白鳥高原
- ウイングヒルズ白鳥リゾート

### 過去にあったスキー場
- 油坂スキー場
- 平家平スキー場

### その他
- 白鳥文化博物館
- 石徹白の大杉（国の特別天然記念物）
- 日本土鈴館（2021年12月25日閉館[1]）

## その他

### 電気
岐阜県内の大多数の地域を賄う電気事業者は中部電力パワーグリッドであり、同町の旧白鳥町、旧北濃村および旧牛道村の各地域も中部電力であるものの、旧石徹白村の地域は北陸電力送配電となっている。